# Disney's America
Disney's America era un parque temático que iba a ser construido por la Walt Disney Company en Haymarket, Virginia.

## Historia
Después de que los planes conceptuales para Disney's America fueran elaborados con atracciones de tema histórico, este se convirtió en el proyecto especial de Michael Eisner y él incluso consiguió la ayuda de la Virginia Commission on Population Growth and Development.

### Cancelación
El plan fue cancelado el 28 de septiembre de 1994, desde que la organización Protect Historic America se opuso al proyecto. El jefe de los opositores de la Protect Historic America era Rudy Abramson, famoso por una serie de TV basada en la guerra civil estadounidense. La prensa local reveló que la familia Foote había sido propietaria una vez de la tierra donde sería construido el parque. Cuando Haymarket lo publicó se cree que Michael Eisner se vio forzado a retirar su propuesta.
Por un breve tiempo en 1994 y 1995, los funcionarios locales en Virginia occidental y el estado de Virginia Occidental intentaron tentar Disney para construir el parque en esas áreas. La compañía de Walt Disney posee la tierra en la fragua de Grahams, Virginia y la tenía por un breve tiempo resuelto con los funcionarios locales sobre el restablecimiento del proyecto que muere. Sin embargo, la infraestructura en el área rural del condado de Wythe era juzgada demasiado costosa aumentar para una atracción turística importante. La oferta final para la atracción del este de la costa vino cuando el condado de Mercer, funcionarios de Virginia Occidental intentados para tentar Disney para construir en un área montañosa de la característica detrás del aeropuerto en Bluefield, Virginia Occidental, pero otra vez, Disney lo determinó sería demasiado costoso construir la infraestructura en esas áreas y sería un proyecto demasiado aventurado para intentar y para construir una economía del turismo en áreas rurales.
- Datos: Q2776991